# Maiden Castle
Maiden Castle è un forte di collina dell'età del ferro sito a 2,6 km. a sud-ovest di Dorchester, nella contea inglese del Dorset. I forti di collina erano insediamenti fortificati in cima alle colline costruiti in tutta la Gran Bretagna durante l'età del ferro.
Le prime testimonianze archeologiche di attività umana sul sito sono costituite da un recinto rialzato neolitico e da un tumulo. Intorno al 1800 a.C., durante l'età del bronzo, il sito fu utilizzato per coltivazioni prima di essere abbandonato. Lo stesso Maiden Castle fu costruito intorno al 600 a.C.; la prima fase era costituita da un sito semplice e insignificante, simile a molti altri forti di collina in Gran Bretagna e che copriva 6.4 ettari. Intorno al 450 a.C. fu notevolmente ampliato e l'area recintata quasi triplicò di dimensioni fino a 19 ettari, rendendolo il più grande forte di collina in Gran Bretagna e, secondo alcuni, uno dei più grandi d'Europa.. Allo stesso tempo, le difese furono rese più complesse con l'aggiunta di ulteriori bastioni e fossati. Intorno al 100 a.C., l'abitato presso il forte collinare andò in declino e si concentrò all'estremità orientale del sito. Fu occupato almeno fino al periodo romano, periodo in cui si trovava nel territorio dei Durotrigi, una tribù celtica.
Dopo la conquista romana della Britannia nel I secolo, Maiden Castle sembrava essere stato abbandonato, anche se i romani potrebbero aver avuto una presenza militare sul sito. Alla fine del IV secolo vi furono costruiti un tempio e edifici ausiliari. Nel VI secolo la sommità del colle fu completamente abbandonata e fu utilizzata solo per l'agricoltura durante il periodo medievale.

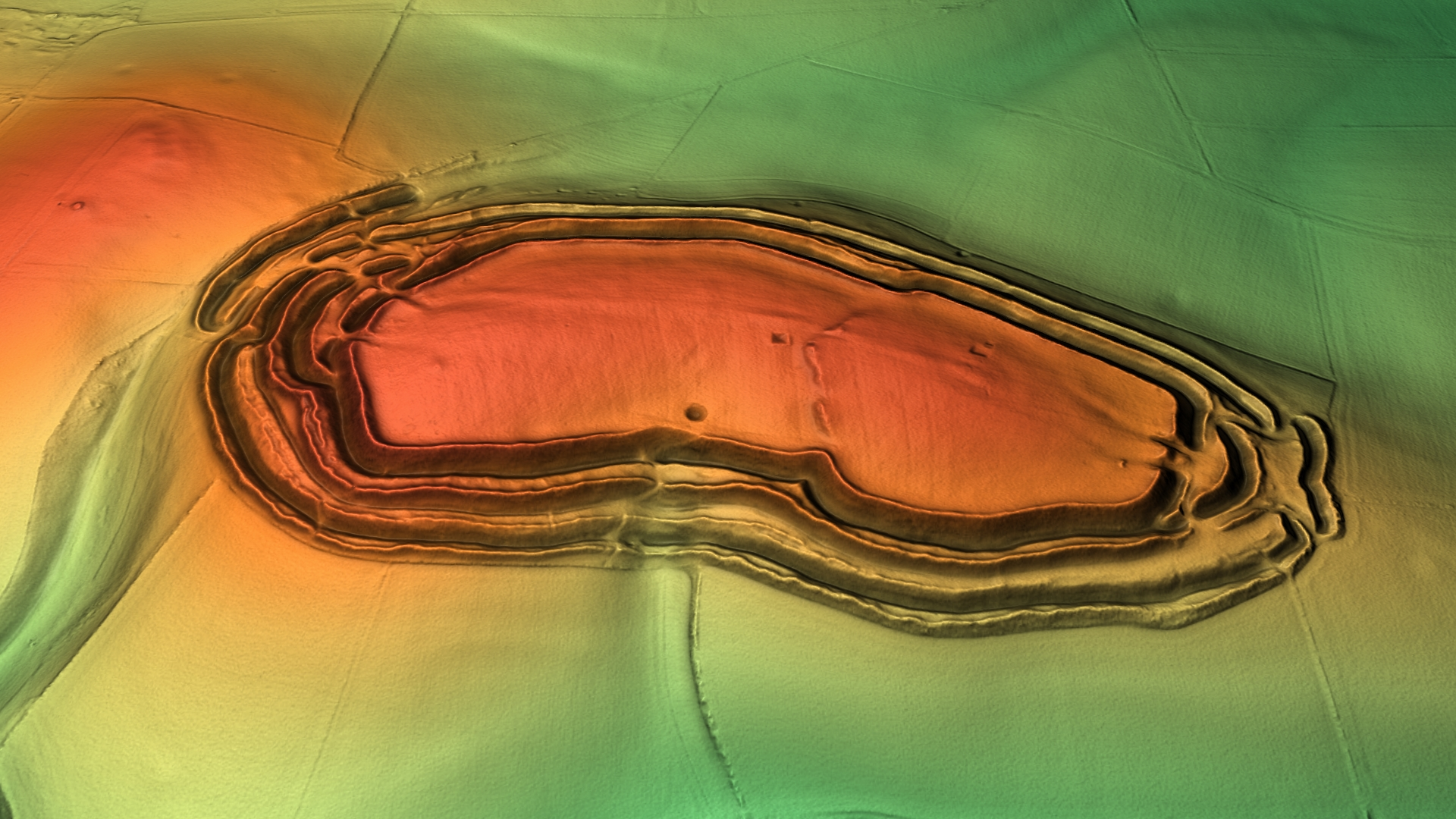
Vista 3D del modello digitale del terreno

Maiden Castle ha ispirato il compositore John Ireland e gli autori Thomas Hardy e John Cowper Powys. Lo studio delle fortezze collinari è stato reso popolare nel XIX secolo dall'archeologo Augustus Pitt Rivers. Negli anni 1930, gli archeologi Mortimer Wheeler e Tessa Verney Wheeler intrapresero i primi scavi archeologici a Maiden Castle, elevando il suo profilo tra il pubblico. Ulteriori scavi sono stati effettuati da Niall Sharples, che hanno contribuito alla comprensione del sito e riparato i danni causati in parte dal gran numero di visitatori. Oggi il sito è protetto come monumento antico programmato ed è mantenuto dall'English Heritage.

## Prima del forte

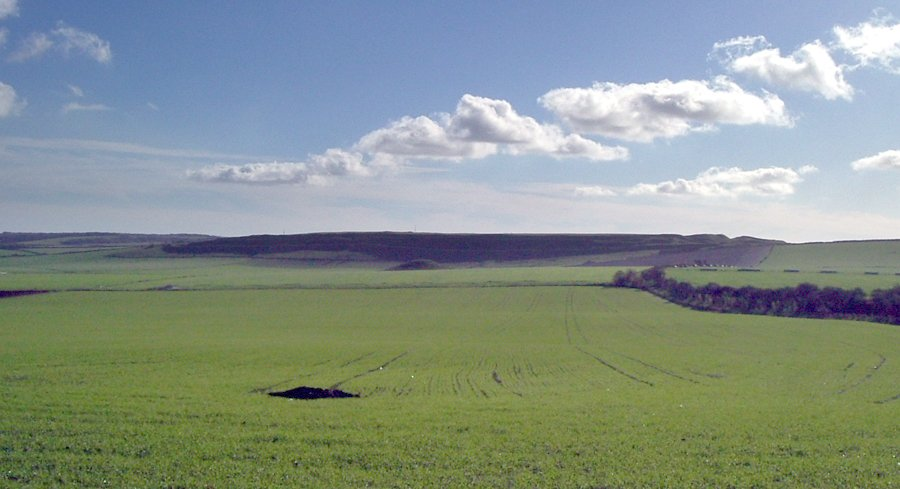
Maiden Castle dal nord

Prima che il forte sulla collina fosse costruito, sul sito fu costruito un recinto rialzato nel neolitico. Risalente a circa il 4000 a.C.. Era un'area ovale racchiusa da due fossati. Si chiamava recinto rialzato perché il modo in cui i fossati erano scavati significava che originariamente ci sarebbero stati dei vuoti. Questi spazi vuoti, e il terrapieno alto solo 17 cm. indica che il sito non sarebbe stato difensivo. Invece i fossati potrebbero essere stati simbolici, separando l'interno del recinto e le sue attività dall'esterno. L'archeologo Niall Sharples, che è stato coinvolto negli scavi del forte sulla collina negli anni 1980, ha identificato le viste sulla collina del paesaggio circostante come un probabile fattore per la posizione del recinto. Situato sul fianco della collina, sarebbe stato visibile da parecchi chilometri di distanza, e al momento del primo taglio i fossati avrebbero fatto emergere il sottostante gesso bianco e si sarebbero stagliati contro il verde del pendio. L'interno del recinto fu poi popolato da successive abitazioni e coltivazioni. Il sito non sembra essere stato abitato, anche se è stata scoperta una tomba contenente i resti di due bambini, di età compresa tra 6 e 7 anni. Il recinto è la prima prova di attività umana sul sito.
Lo scopo dei recinti rialzati neolitici non è chiaro e probabilmente avevano una varietà di funzioni. Oltre alle sepolture, che indicano che il sito di Maiden Castle era importante per i rituali legati alla morte, sono state trovate ceramiche provenienti dalla costa e dalle aree a est e a ovest, indicando che il sito era un luogo di incontro che attirava persone da lunghe distanze. La datazione al radiocarbonio indica che il recinto venne abbandonato intorno al 3400 a.C. Le punte di freccia scoperte nei fossati potrebbero indicare che l'attività nel recinto ebbe una fine violenta.
Entro un periodo di circa 50 anni, venne costruito un tumulo sopra il recinto. Era lungo 546 metri con un fossato su entrambi i lati; i fossati paralleli erano distanti 19,5 metri. Molti tumuli giacciono sopra le tombe e sono monumenti al defunto, ma poiché il tumulo del Castello di Maiden non copriva alcuna sepoltura, gli studiosi hanno suggerito che fosse un indicatore di confine. Questo spiegherebbe la limitata attività umana sulla collina per i 500 anni successivi alla costruzione del tumulo. Intorno al 1.800 a.C., durante la prima età del bronzo, la collina fu bonificata e adibita a coltivazioni, ma il terreno fu presto esaurito e il sito abbandonato. Questo periodo di abbandono durò fino all'età del ferro, quando fu costruito il forte sulla collina. Il tumulo sopravvisse nell'età del ferro come tumulo basso, e durante questo periodo fu evitata la costruzione su di esso.

## Primo forte di collina

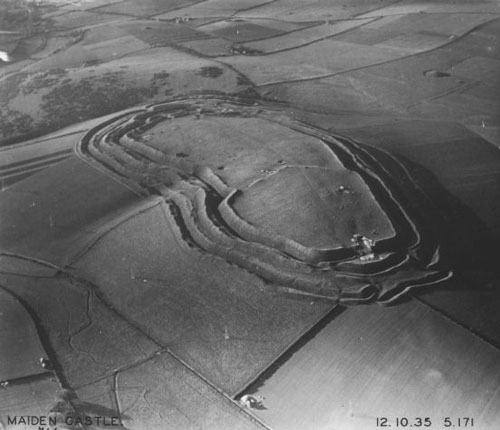
La linea bianca attraverso il forte di collina, dove i bastioni deviano verso l'interno, segna l'estensione del primo forte. Fotografia scattata nel 1935 dal maggiore George Allen (1891-1940).

I forti di collina si svilupparono nella tarda età del bronzo e nella prima età del ferro, all'incirca all'inizio del I millennio a.C. Il motivo della loro comparsa in Gran Bretagna e il loro scopo sono stati oggetto di dibattito. È stato sostenuto che avrebbero potuto essere siti difensivi costruiti in risposta all'invasione dall'Europa continentale, costruiti da invasori, o una reazione militare alle tensioni sociali causate da un aumento della popolazione e dalla conseguente pressione sull'agricoltura.
Dagli anni 1960, l'opinione dominante è stata che l'uso crescente del ferro avesse portato a cambiamenti sociali in Gran Bretagna. I depositi di minerale di ferro si trovavano in luoghi diversi rispetto al minerale di stagno e rame necessario per produrre il bronzo. Di conseguenza, i modelli commerciali cambiarono e le vecchie élite persero il loro status economico e sociale. Il potere passò nelle mani di un nuovo gruppo di persone.
L'archeologo Barry Cunliffe ritiene che l'aumento della popolazione abbia ancora avuto un ruolo e ha affermato che:
"[i forti] fornivano possibilità difensive alla comunità in quei momenti in cui lo stress [di una popolazione in aumento] esplodeva in una guerra aperta. Ma non li vedrei come costruiti perché c'era uno stato di guerra. Sarebbero stati funzionanti come capisaldi difensivi in caso di tensioni e senza dubbio alcuni di essi furono attaccati e distrutti, ma questo non fu l'unico, e nemmeno il più significativo, fattore della loro costruzione".
Ci sono circa 31 fortezze collinari nel Dorset. L'archeologo Sharples, che ha intrapreso gli scavi a Maiden Castle, ha proposto che i forti di collina fossero usati per controllare i terreni agricoli per sostenere una grande comunità. Quelli nel Dorset erano situati vicino a distese di terra fertile. Le difese monumentali come il fossato del Maiden Castle indicano che la terra era contesa e le comunità si combattevano tra loro per il controllo. Ciò è supportato da Cunliffe, il quale sostiene che gli elaborati terrapieni come quelli intorno agli ingressi di Maiden Castle e Danebury furono usati per difendere la parte più debole del forte sulla collina. Avrebbero aumentato il tempo impiegato dagli attaccanti per raggiungere l'ingresso, il che li avrebbe resi vulnerabili ai difensori armati di fionde. In entrambi i siti sono stati trovati cumuli di pietre da fionda accuratamente selezionate.

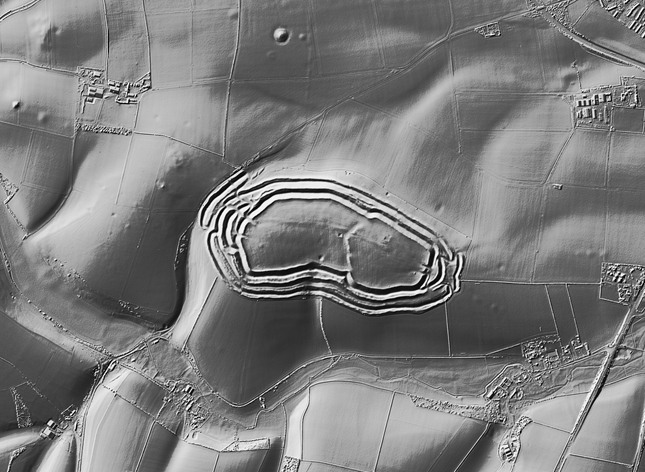
Topografia Lidar del Maiden Castle

Costruito su un confine territoriale intorno al 600 a.C., il primo forte di collina a Maiden Castle era un'area di 6,4 ettari circondata da un unico fossato. La collina su cui si trovava fa parte di una cresta sul lato nord della valle di South Winterborne, che alimenta il fiume Frome. All'estremità orientale della cresta e a 132 metri sul livello del mare, il sito del primo forte di collina non era il punto più alto lungo il crinale. Il punto più alto era la vicina Hog Hill. La collina ha una prominenza di circa 40 metri sopra la campagna circostante, e di circa 90 metri sul livello del mare. Le difese erano alte 8,4 metri e consistevano nel fossato a forma di V e in un bastione. Il bastione sarebbe stato probabilmente rivestito di legno intorno agli ingressi. Per impressionare i visitatori sarebbe stato utilizzato un elaborato rivestimento in legno. Al sito si poteva accedere da un ingresso a nord-ovest e da un doppio ingresso a est. Il doppio ingresso è un esempio unico nei forti di collina delle isole britanniche. Il motivo di un doppio ingresso non è chiaro; tuttavia, l'archeologo Niall Sharples ha suggerito che si trattasse di una forma di segregazione. È probabile che nel forte sulla collina abitassero diverse comunità di contadini che volessero avere diversi accessi personali.
Le difese del primo fortilizio collinare furono ricostruite almeno in un'occasione; il fossato venne approfondito da 1,5 a 7 metri. La terra risultante dal riscavo del fossato veniva depositata sul retro del bastione. Allo stesso tempo, le difese intorno agli ingressi orientali furono rese più complesse. All'esterno dei due ingressi furono costruiti un argine e un fossato e tra di essi fu eretto un argine. La sponda aveva un muro rivestito di calcare, che veniva portato da più di 3 km di distanza. Sharples crede che questo avrebbe creato un ingresso impressionante ed era una dimostrazione dell'alto status dell'insediamento. L'archeologia della prima età del ferro è stata in gran parte distrutta a causa di successive attività sul sito. Tuttavia, le vicine Poundbury e Chalbury risalgono allo stesso periodo, quindi attraverso il confronto è possibile dedurre l'attività della prima età del ferro a Maiden Castle. Dai paralleli di questi siti, Sharples deduce che era probabilmente densamente occupato, con aree separate per l'abitazione e lo stoccaggio. Non si sa molto sulla cultura materiale e sull'economia della prima età del ferro, e la scarsità di reperti di questo periodo a Maiden Castle rende difficile trarre conclusioni sull'attività nel sito.

## Sviluppo del forte di collina

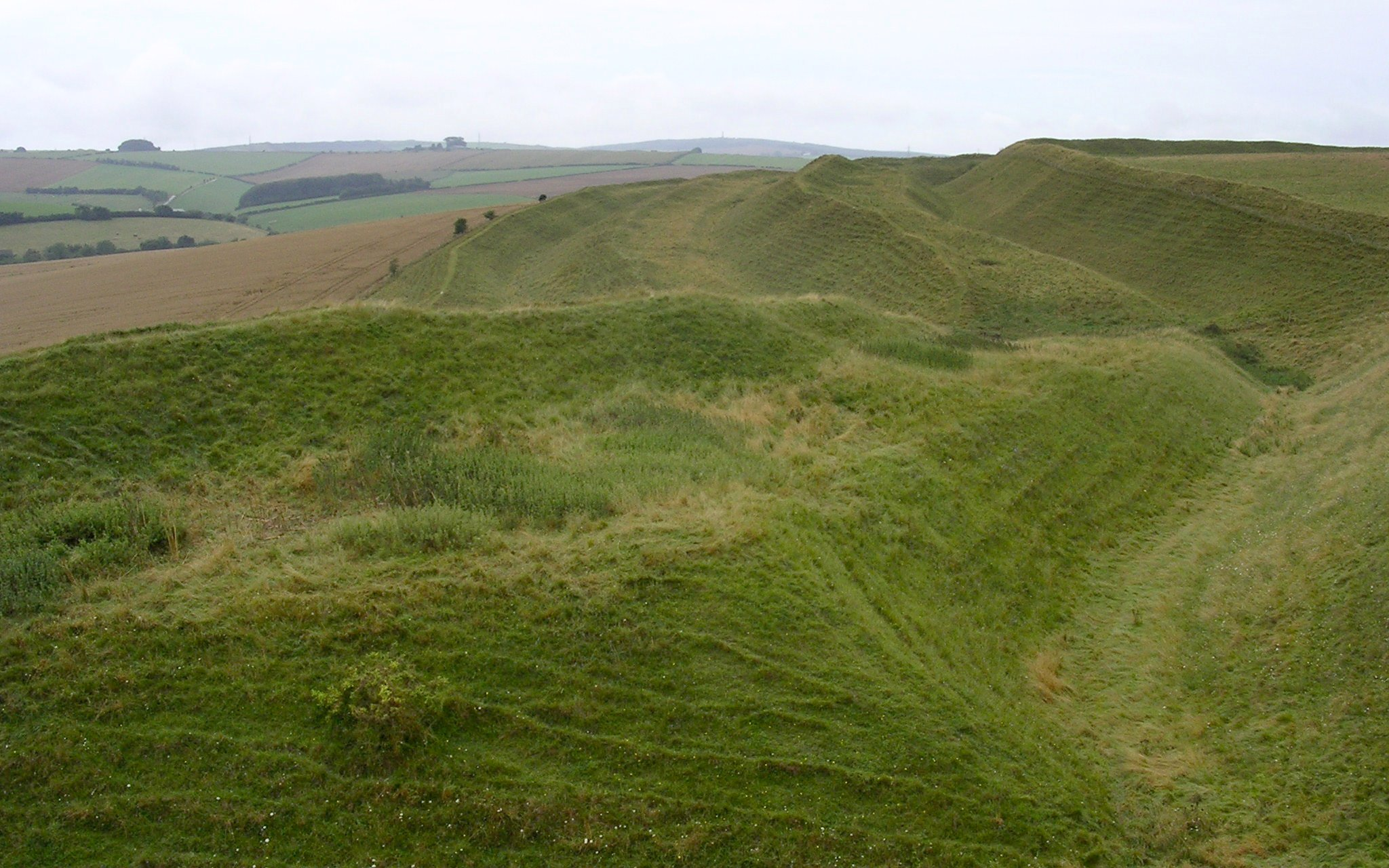
Le difese meridionali di Maiden Castle erano costituite da quattro bastioni e tre fossati.

Nella prima età del ferro, Maiden Castle era generalmente non eccezionale; era uno degli oltre 100 forti collinari di dimensioni simili costruiti nello stesso periodo nell'area che ora è il Berkshire, Dorset, Hampshire e Wiltshire. Nella media età del ferro, Maiden Castle fu ampliato e nel processo divenne il più grande forte di collina in Gran Bretagna and one of the largest in Europe. Secondo l'archeologo Niall Sharples sarebbe stato, secondo alcune definizioni, il più grande dell'Europa occidentale. Intorno al 450 a.C., Maiden Castle fu ampliato da 6,4 a 19 ettari. L'area era inizialmente racchiusa da un unico argine e fossato, con l'argine alto 2,7 metri anche se il fossato era poco profondo. L'espansione del forte sulla collina non avvenne in un'unica soluzione; era uno di una serie di "forti di collina sviluppati" nel sud dell'Inghilterra. Con l'espansione di alcuni forti di collina, molti di quelli più piccoli, che erano proliferati nella prima età del ferro, caddero in disuso, come nel caso del Dorset. I forti di collina sviluppati nel Dorset erano molto distanziati l'uno dall'altro. Questo, e l'abbandono dei forti di collina più piccoli nella zona quando furono costruiti quelli più sviluppati, indica che questi forti sviluppati erano diventati molto importanti. I forti di collina sviluppati di Berkshire, Dorset, Hampshire e Wiltshire erano equamente distanziati, con approssimativamente uguale accesso a risorse come l'acqua.
L'emergere di fortezze collinari sviluppate è stata attribuita alla società dell'età del ferro che diventava più complessa. L'emergere di un forte di collina dominante in un'area indicava che gli abitanti di un particolare forte erano diventati più importanti dei loro vicini, forse attraverso una guerra. Tuttavia, una generale scarsità di prove di distruzione e un aumento di manufatti associati all'artigianato e all'industria suggeriscono che la ragione del cambiamento sarebbe stata economica. I forti di collina potrebbero essere diventati importanti come centri di commercio. Ciò è supportato dalla possibilità che i molteplici anelli dei fossati spesso presenti nei fortilizi sviluppati (il cui termine tecnico è "multivallate") fossero probabilmente non solo difensivi; pertanto tanti fossati e bastioni, come quelli di Maiden Castle, erano eccessivi per la sola difesa, quindi erano probabilmente usati come dichiarazioni di potere e autorità. I forti di collina sviluppati erano generalmente densamente occupati; questo è meglio dimostrato a Danebury, dove è stato scavato il 57% del sito. Sebbene i forti di collina sviluppati fossero di uno status più elevato rispetto ai loro predecessori più piccoli, non erano tutti uguali. Cunliffe afferma che le difese monumentali del Maiden Castle probabilmente indicano che era di uno status più elevato rispetto ad altri forti di collina sviluppati.

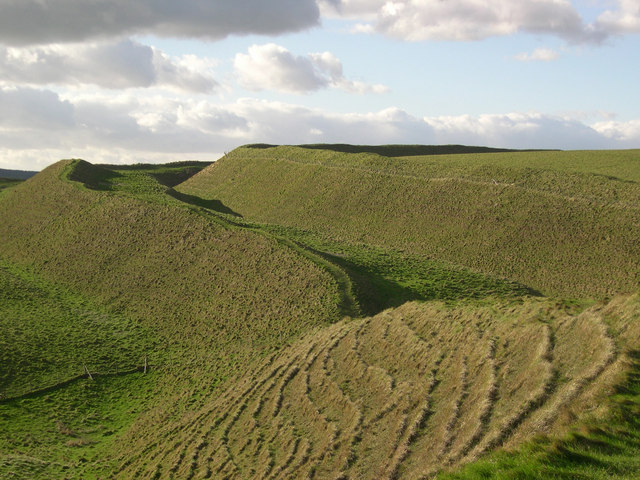
I bastioni e fossati di un forte di collina sviluppato

Maiden Castle si espanse verso ovest e il fossato fu esteso per racchiudere la vicina Hog Hill. Le cime delle due colline racchiuse dal nuovo e più grande colle fortificato erano separate da una valle asciutta. Un pozzo scavato nella valle era forse utilizzato come fonte d'acqua. Quasi subito dopo che il recinto del fossato singolo venne ampliato a 19 ettari, iniziarono i lavori per rendere più elaborate le difese. Il bastione esistente venne innalzato a 3,5 metri e vennero aggiunti più bastioni e fossati. A sud del forte furono aggiunti quattro bastioni e tre fossati, ma a causa della ripidità del versante settentrionale della collina, il quarto baluardo non si estendeva tutt'intorno e solo tre bastioni furono costruiti sul lato settentrionale. Allo stesso tempo, l'ingresso orientale venne nuovamente reso più complesso attraverso l'aggiunta di ulteriori terrapieni, allungando l'accesso al sito.
Le strutture a quattro posti comuni nei forti di collina in tutta l'Inghilterra si trovano anche nel Maiden Castle. Il loro scopo su questo sito è tuttavia incerto, poiché 2 m2 sono stati considerati dagli archeologi troppo piccoli per le abitazioni; di conseguenza, si è concluso che queste strutture fossero probabilmente dei granai. La presenza di granai suggerisce che il forte fosse utilizzato per controllare l'approvvigionamento alimentare della zona. Sono state scoperte poche prove della presenza di case nel Maiden Castle durante la ricostruzione del sito nel V secol a.C.; questo è probabilmente dovuto al fatto che il sito non venne completamente scavato e una cava utilizzata per fornire materiale per il bastione potrebbe aver cancellato le prove. Sembra che le case non fossero state costruite vicino ai bastioni fino a quando le difese non furono completate. Il Maiden Castle fu occupato durante l'età del ferro e i suoi abitanti vivevano in case rotonde. Le case successive sembrano essere state organizzate in file e avere dimensioni più o meno simili, una riorganizzazione che indica il crescente potere delle élite nella società dell'età del ferro.
Nel sito sono stati trovati oggetti in bronzo come spille, gioielli e rivetti, risalenti alla media età del ferro. Poiché non esisteva una fonte locale di minerale di stagno e rame, ciò dimostra il commercio a lunga distanza, probabilmente con il sud-ovest. Sebbene il bronzo non fosse stato prodotto a Maiden Castle, ci sono prove che potesse esser stato rielaborato. Nei dintorni si poteva trovare minerale di ferro di buona qualità, ma il forte collinare non sembra essere stato un centro di produzione del ferro in quel periodo; ciò non era insolito poiché pochissime fortezze collinari nel Berkshire, nel Dorset, nell'Hampshire e nel Wiltshire mostrano tracce di produzione di ferro. All'inizio dell'età del ferro, la maggior parte della ceramica trovata a Maiden Castle era prodotta localmente, entro circa 15 km, tuttavia in seguito le fonti più lontane divennero più importanti, e dalla tarda età del ferro il 95% della ceramica proveniva dall'area intorno al porto di Poole, a più di 56 km di distanza. Questo commercio a lungo raggio è stato preso come prova dell'aumento delle relazioni con gruppi di persone su vaste aree e dell'emergere di identità tribali. Sebbene Sharples affermi che i forti di collina sviluppati come Maiden Castle non erano città e non possono essere considerati insediamenti urbani perché strettamente legati all'agricoltura e allo stoccaggio, Cunliffe e i colleghi archeologi Mark Corney e Andrew Payne descrivono i forti di collina sviluppati come "insediamenti urbani", una forma di proto-urbanismo.

## Declino
In tutta la Gran Bretagna, molti forti di collina caddero in disuso nel 100 anni a cavallo del millennio. È stato suggerito che questo, e il cambiamento contemporaneo nella cultura materiale dei britannici (come l'introduzione di monete e cimiteri e un aumento dei lavori artigianali), sia stato causato da una maggiore interazione con l'Impero romano. Le industrie in via di sviluppo potrebbero aver portato a un allontanamento dalle élite dei forti di collina, il cui potere era basato sull'agricoltura. Tale cambiamento non è così evidente nel Dorset come nel resto della Gran Bretagna, ma c'era una tendenza all'abbandono delle fortezze collinari nell'area e una proliferazione di piccole fattorie indifese, ad indicare una migrazione della popolazione.
Intorno al 100 a.C., lo schema stradale organizzato di Maiden Castle fu sostituito da un'abitazione più casuale. Allo stesso tempo, la metà occidentale del sito fu abbandonata e l'occupazione si concentrò nella parte orientale del forte. Sempre durante la tarda età del ferro, alcuni terrapieni intorno alla porta orientale furono interrati e gli insediamenti si espansero oltre l'ingresso e nelle aree tra le sponde. Gli scavi dell'archeologo Mortimer Wheeler in quest'area hanno rivelato diverse case, fosse di stoccaggio, un'area utilizzata per la lavorazione del ferro e un cimitero. Sul sito industriale sono state scoperti più di 62 kg di scorie di ferro in un'area di 30 m2 e si ritiene che il sito potrebbe aver prodotto circa 200 kg. di ferro. La quantità di minerale richiesta non poteva essere fornita da fonti locali, quindi molto probabilmente proveniva da aree di produzione di ferro specializzate come il Weald, il sud-ovest dell'Inghilterra e il Galles. Maiden Castle fu uno dei più importanti siti di produzione del ferro della tarda età del ferro nel sud della Gran Bretagna.
Ci sono poche prove di sepoltura nell'età del ferro fino alla tarda età, e si ritiene che il metodo prevalente di disporre di un corpo fosse la disincarnazione. Gli scavi di Wheeler nel cimitero nella porta orientale hanno rivelato 52 sepolture, ma solo una parte del cimitero è stata indagata, quindi è probabile che il numero totale delle sepolture possa essere almeno il doppio. Un'area del cimitero presentava sepolture di 14 persone che erano morte in circostanze violente, incluso un corpo con una pietra di catapulta romana nella parte posteriore. Wheeler usò il "cimitero di guerra", come lo descrisse, come prova di un attacco romano a Maiden Castle.

## Attività romana e abbandono

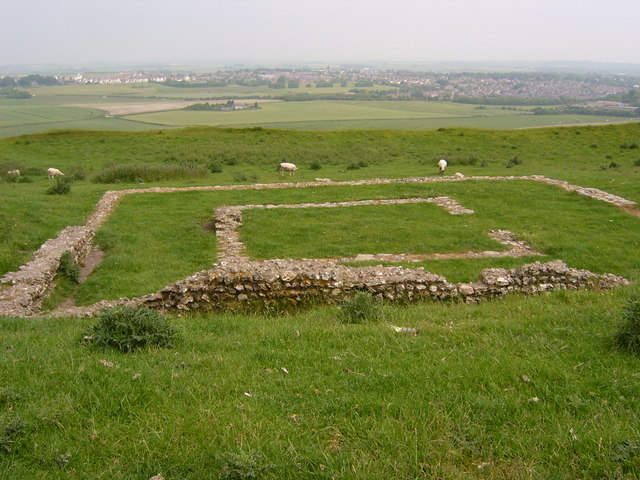
Sito del tempio romano a Maiden Castle

Nell'anno 43, iniziò la conquista romana della Britannia. La successiva campagna di Vespasiano per conquistare le tribù degli Atrebati, Dumnoni e Durotrigi nel sud-ovest della Gran Bretagna ebbe luogo nel periodo 43-47. Basandosi sulla scoperta di un gruppo di corpi, nel cimitero formale della tarda età del ferro, che avevano incontrato una morte violenta, l'archeologo Mortimer Wheeler ha creato una vivida storia della caduta di Maiden Castle alle forze romane. Credeva che una legione avesse provocato la distruzione del sito, massacrando uomini, donne e bambini, prima di dare fuoco al sito e distruggere le sue difese. Tuttavia, ci sono poche prove archeologiche a sostegno di questa versione degli eventi, o anche che il forte sulla collina sia stato attaccato dai romani, essendo improbabile l'interpretazione di Wheeler di un assedio e di un successivo massacro. Sebbene sia presente uno strato di carbone, è associato alle opere in ferro e le principali prove di violazione delle difese provengono dal crollo di un ingresso al forte. Sebbene i 14 corpi nel cimitero mostravano segni di morte violenta, non ci sono prove che fossero morti a Maiden Castle.
La parte orientale della collina fortificata rimase in uso almeno per i primi decenni dell'occupazione romana, anche se la durata e la natura dell'abitato sono incerte. Molti reperti romani del I secolo sono stati scoperti vicino all'ingresso est e al centro del forte sulla collina. È stato suggerito che Maiden Castle sia stato occupato come avamposto militare romano o castra e l'insediamento sia stato interrotto, poiché non vi sono forti noti nell'area e non era raro che i forti di collina nel sud-ovest fossero occupati dalle forze romane. Questa era una caratteristica della campagna di Vespasiano nella regione; ci fu occupazione militare a Cadbury Castle nel Somerset, Hembury nel Devon e Hodd Hill nel Dorset. Un'indagine geofisica completa del forte sulla collina condotta nel 2015 da Dave Stewart, tuttavia, non ha prodotto alcuna prova della presenza un forte romano.
Maiden Castle era stato abbandonato alla fine del I secolo, epoca in cui Durnovaria (Dorchester) divenne famosa come civitas, o capitale regionale, dei Durotrigi, una tribù celtica il cui territorio si trovava nel sud-ovest dell'Inghilterra. Tuttavia, nel luglio 2015 gli archeologi della Bournemouth University hanno scoperto i resti dell'insediamento dell'età del ferro di Duropolis e ritengono che l'abbandono del forte possa essere collegato al nuovo sito. Secondo l'antico geografo Tolomeo, che scriveva nel II secolo, Dunium era il principale insediamento dei Durotrigi. Sebbene Dunium sia stato a lungo pensato con riferimento a Maiden Castle, Hod Hill e Hengistbury sono stati identificati come altri due possibili siti. Il nome Dunium potrebbe derivare dal britannico duno, che significava "un forte". Qualche tempo dopo il 367, fu costruito un tempio romano-celtico a Maiden Castle nella metà orientale del forte. La data è stata dedotta da un mucchio di monete scoperte sotto un pavimento a mosaico nel tempio. Una stanza centrale, di 6 m2, era circondato da un passaggio di 3 metri, simile a molti templi romano-celtici trovati nel sud dell'Inghilterra. Nelle vicinanze c'erano altri due edifici: un edificio rettangolare 7,9 x 5,5 metri con due stanze che potrebbero essere state una casa per un sacerdote e un edificio circolare che potrebbe essere stato un santuario. Contemporaneamente alla costruzione del tempio, fu ristrutturata la porta orientale del forte; c'era forse un altro santuario all'interno della porta.

## Storia successiva

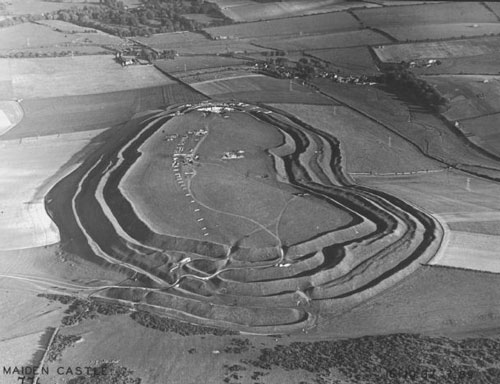
Scavi a Maiden Castle nell'ottobre 1937. Fotografia del maggiore George Allen (1891-1940).

Il tempio del IV secolo cadde gradualmente in disuso e Maiden Castle fu utilizzato principalmente come pascolo. Ci sono prove di attività sul sito sotto forma di alcune sepolture post-romane o anglosassoni, alcune forse cristiane, ma il forte sulla collina non fu riutilizzato come insediamento. Nel XVI e XVII secolo fu costruito un fienile sopra il "cimitero di guerra". L'unica altra attività significativa sulla sommità della collina dopo i Romani fu un breve periodo di coltivazione nel XVII secolo, come dimostrano le tracce di crinale e solco causate dall'aratura.
Il nome moderno del forte sulla collina è registrato per la prima volta nel 1607 come Mayden Castell; non è unico per il sito e si verifica in molti altri luoghi in Gran Bretagna ed è ampiamente considerato come una "fortificazione che sembra inespugnabile" o una che non è mai stata presa in battaglia. In alternativa, il nome potrebbe derivare dal brittonico mai-dun, che significa "grande collina". Una spiegazione più recente è stata avanzata da Richard Coates suggerendo che il nome è solo di origine medievale, ed è stato applicato contemporaneamente a un numero considerevole di località con nomi identici in tutto il paese.
Nei secoli successivi il sito fu completamente abbandonato e divenne pascolo aperto, sebbene fosse di interesse per gli antiquari. Thomas Hardy, che costruì la sua casa in vista di esso, descrisse il castello in un racconto, "Ancient Earthworks and What Two Enthusiastic Scientists Found Therein" ("Antichi lavori di sterro e ciò che due scienziati entusiasti vi trovarono") (1885) su un antiquario locale che trascorse molto tempo a indagare sul sito. Nel 1921, il compositore John Ireland scrisse Mai-Dun, una rapsodia sinfonica, sul forte di collina nel Dorset. John Cowper Powys scrisse un romanzo intitolato Maiden Castle nel 1936, ambientato nel Dorset.

## Indagini archeologiche
La prima indagine diffusa sulle fortezze collinari fu condotta nella seconda metà del XIX secolo sotto la direzione di Augustus Pitt-Rivers, ma fu solo negli anni 1930 che Maiden Castle fu indagato metodicamente, con il primo scavo su larga scala dell'interno di una fortezza collinare. Tra il 1934 e il 1937, Mortimer Wheeler e Tessa Verney Wheeler scavarono sia l'interno che le difese, lavoro che venne finanziato quasi interamente da donazioni del pubblico. L'uso dei media da parte di Wheeler per diffondere informazioni sul sito fece sì che Maiden Castle diventasse famoso. Era uno dei circa 80 forti di collina scavati nel 1940, in un periodo noto come "hill fort mania" durante gli anni 1920 e 1930.
Tra il 1985 e il 1986 ulteriori scavi di Niall Sharples furono realizzati sotto la spinta del deterioramento delle condizioni del forte sulla collina, in parte causato dal gran numero di visitatori del sito. Sotto gli auspici dell'English Heritage, furono intrapresi contemporaneamente lavori di riparazione e indagini archeologiche. Sharples aveva a disposizione tecniche come la datazione al radiocarbonio che non aveva avuto Wheeler, consentendogli così la datazione del sito. La struttura è stata nominata monumento antico programmato nel 1981, proteggendo Maiden Castle da modifiche non autorizzate; ora è mantenuto da English Heritage. Con parcheggi e pannelli informativi per i visitatori, Maiden Castle è aperto al pubblico tutto l'anno. Oggi, il sito si trova nella parrocchia civile di Winterborne Monkton alla grid reference SY66938848.